# NGC 2957
NGC 2957 é uma galáxia elíptica na direção da constelação de Draco. O objeto foi descoberto pelo astrônomo John Herschel em 1831, usando um telescópio refletor com abertura de 18,7 polegadas. Devido a sua moderada magnitude aparente (+14,8), é visível apenas com telescópios amadores ou com equipamentos superiores. 